# Lauwersloop
De Lauwersloop is een estafette-hardloopwedstrijd van Leeuwarden naar Groningen. De originele Lauwersloop ("voor en door studenten") werd georganiseerd van 1981 tot en met 2000, als de noordelijke tegenhanger van de Batavierenrace.
Naar aanleiding van het 400-jarig bestaan van de Rijksuniversiteit Groningen werd de loop na dertien jaar weer nieuw leven in geblazen. Op vrijdag 30 mei 2014 werd de Lauwersloop voor (oud-)studenten weer gelopen. De Lauwersloop wordt georganiseerd door de Lauwersloopcommissie, in samenwerking met de organisatie van het 400-jarig bestaan van de Rijksuniversiteit Groningen.
De Lauwersloop is een estafetteloop voor studenten van Leeuwarden, via Lauwersoog, naar Groningen. De afstand bedraagt ongeveer 115 kilometer, die in zeventien etappes worden afgelegd. De laatste etappe eindigt op de Grote Markt. Elk team bestaat uit zeventien personen, die elk een afstand lopen variërend van 4 tot 12 kilometer.
De Lauwersloop gaat door de volgende plaatsen:
- Leeuwarden (start)
- Giekerk
- Oudkerk
- Rinsumageest
- Dokkum
- Ee
- Anjum
- Lauwersoog
- Ulrum
- Leens
- Eenrum
- Baflo
- Onderdendam
- Zuidwolde
- Groningen (finish)